# 沃羅比夫卡河
沃羅比夫卡河（羅馬化：Borobivka）是烏克蘭的河流，位於該國西北部，屬於斯塔維河支流，發源自哈拉盧赫東南面，流經蘇梅州，河道全長15公里，河口處在赫梅利夫卡以北。